# Droga krajowa B464 (Niemcy)
Droga krajowa 464 (niem. Bundesstraße 464) – niemiecka droga krajowa przebiegająca z południowego wschodu na północny zachód z Reutlingen do Sindelfingen w Badenii-Wirtembergii.
Początkowo droga łączyła ówczesną B27 koło Schönbuch z B14 w Böblingen. W 2002 r. przemianowano wybudowaną w latach 70. XX w. A883, stanowiącą południowo-zachodnią obwodnicę Böblingen, na B464 oraz przedłużono ją do Reutlingen.
Planowana jest dalsza rozbudowa drogi w kierunku północnym do Renningen.

## Miejscowości leżące przy B464
Reutlingen, Walddorfhäslach, Holzgerlingen, Böblingen, Sindelfingen